# Michael Brecker
Michael Brecker (29. března 1949, Filadelfie, Pensylvánie, USA – 13. ledna 2007, New York, USA) byl americký jazzový saxofonista a skladatel. Bývá označován jako „tenorsaxofonista s vytříbeným stylem, jeden z nejvlivnějších od dob Johna Coltrana“. Během svého života získal 13 cen Grammy (některé jako saxofonista, jiné jako jazzový skladatel).
Se svým bratrem Randy Breckerem, špičkovým hráčem na trumpetu a křídlovku, založil skupinu Brecker Brothers, která byla leadrem jazzfusion music po celá sedmdesátá, osmdesátá i devadesátá léta, všechny jejich počiny byly i komerčně úspěšné a zároveň umělecky silné a novátorské. Jako například jedno z jejich zásadních alb Heavy Metal Be-Bop.
Od konce sedmdesátých let hrál jako spoluhráč s mnoha významnými hudebníky a hudebními skupinami. Patřili mezi ně i James Taylor, Paul Simon, Steely Dan, Donald Fagen, Dire Straits, Joni Mitchell, Eric Clapton, Aerosmith, Frank Sinatra, Frank Zappa, Bruce Springsteen nebo George Clinton. Jako spoluhráč se objevuje na deskách takových jazzových velikánů, jako jsou např. Herbie Hancock, Chick Corea, Chet Baker, George Benson, Quincy Jones, Charles Mingus, Jaco Pastorius, McCoy Tyner, Pat Metheny, Elvin Jones a mnoho dalších.

## Diskografie
- Michael Brecker, 1987
- Don't Try This At Home, 1988
- Now You See It...(Now You Don’t), 1990
- Tales From the Hudson, 1996
- Two Blocks From the Edge, 1998
- Time Is of the Essence, 1999
- Nearness of You, 2001
- Wide Angles, 2003
- Pilgrimage, 2007